# Seznam francoskih novinarjev
Seznam francoskih novinarjev.

## A
- Edmond François Valentin About
- Éric Aeschimann
- Henri Alleg
- Michel Anfrol
- Jean-Michel Aphatie
- Agathe Auproux
- Marcel Arland
- Abbé Aubert

## B
- Catherine Baker
- Henri Barbusse
- Christophe Barbier
- Carole Barjon
- Maurice Barrès
- Philippe Barrès
- Jules Barthélemy-Saint-Hilaire
- Valérie Bénaïm
- Louis-François Bertin
- Christophe Boltanski
- Jérôme Bonaldi
- Jean-Louis Bory
- Pierre Bost
- Claude Bourdet
- Jean-Jacques Bourdin
- Charlotte Bouteloup
- Robert Brasillach
- François Broche

## C
- Anna Cabana
- Laurent Cabrol
- Albert Camus
- Louis François Auguste Cauchois-Lemaire
- Charles Champetier
- Ariane Chemin
- Christian Chesnot
- René Clair
- Maurice Clavel
- Christine Clerc
- Michèle Cotta
- Georges Courteline
- Pierre-Antoine Cousteau
- Jean-Paul Crespelle

## D
- Pierre Daix (1922–2014)
- Jean Daniel Bensaïd (1920-2020)
- Michel Danino
- Léon Daudet
- Gilles Dauvé
- Gérard de Villiers
- Marcel Déat
- François Debré
- Émile Deschamps
- Anne Desclos
- Jean Donneau de Visé
- Michel Drucker
- Marie Drucker
- Edouard Drumont
- Marguerite Durand

## E
- Ruth Elkrief
- Charles Enderlin
- Jean-Baptiste Esménard
- Luc Estang

## F
- Guillaume Faye
- Joseph Fiévée
- Robert de Flers
- André Frossard
- Ludovic-Oscar Frossard
- Anne Fulda

## G
- Pierre Gascar
- Armand Gatti
- François Gautier
- Anna Gavalda
- Philippe Gavi
- Georges Malbrunot
- Alfred Leon Gerault-Richard
- Alain Gresh
- Françoise Giroud
- Bernard Adolphe Granier de Cassagnac
- Paul Adolphe Marie Prosper Granier de Cassagnac
- Marc-Adolphe Guégan
- Olivier Guez

## H
- Serge Halimi
- Gabriel Hanot
- Florence Hartmann
- Jacques Hébert
- Philippe Henriot
- Jean Hérold-Paquis
- Alain Hertoghe
- Stéphane Horel
- Sylvestre Huet

## I
- Caroline Ithurbide

## J
- Henri Jeanson
- Claude Jeancolas
- Bruno Jeudy
- François Jouffa
- Serge July

## K
- Jean-François Kahn (1938)
- Jean-Baptiste Alphonse Karr
- Sylvie Kauffmann
- Joseph Kessel

## L
- Philippe Labro
- Jean Lacouture (1921–2015)
- Serge Lang
- Pierre Lasserre
- Consuelo Castillo de Sánchez Latour
- Jacques Laurent
- Bernard Lazare
- Paul Léautaud (1872-1956)
- Gérard Leclerc
- Helene Lee
- Maurice Lemoine
- Gaston Leroux
- Louis Leroy
- Ivan Levaï
- Élisabeth Lévy
- Simon-Nicholas Henri Linguet
- Albert Londres

## M
- Sonia Mabrouk
- Apolline de Malherbe
- Georges Mandel
- Jean-Paul Marat
- Hugues-Bernard Maret
- Frédéric Martel
- Justin Massicault
- Thierry Maulnier
- Thierry Meyssan
- Octave Mirbeau
- Michel Moine
- Olier Mordrel

## N
- Nadar (Gaspard Félix Tournachon)
- Catherine Nay
- Karim Nedjari
- Laurent Neumann
- Anne Nivat
- Louis Noir
- Victor Noir
- Natalie Nougayrède

## O
- Christine Ockrent
- Max O'Rell
- Charlotte d'Ornellas
- Ghislaine Ottenheimer

## P
- Frédéric Pagès
- Jacques Mallet du Pan
- Jean Pasqualini
- Élie Péju
- Gilles Perrault
- Michèle Perrein
- Charles Philipon
- Stephen Pichon
- Marceau Pivert
- Pascal Praud
- Antonin Proust
- Félix Pyat
- Pierre Péan
- Gabriel Péri
- Vladimir Posner ?

## R
- Raël
- Lucien Rebatet
- Caroline Rémy de Guebhard
- Ivan Rioufol
- Denis Robert
- François Roboth
- Henri-Pierre Roché
- Éric Rohmer
- Caroline Roux

## S
- Francisque Sarcey
- Maurice Sarraut
- Omer Sarraut
- Claude Sarraute
- Jean-Jacques Servan-Schreiber
- Jean Schlumberger
- Colombe Schneck
- Vanessa Schneider
- Daniel Schneidermann
- Aurélien Scholl
- Jean-Jacques Servan-Schreiber
- Daniel Singer
- Alain Soral
- Jean-Jacques Soudeille
- Georges Suffert

## T
- Brice Teinturier
- Charles Theveneau de Morande
- Yves Thréard
- Bruce Toussaint

## U
- Abdolonyme Ubicini

## V
- Auguste Vacquerie
- Paul Vaillant-Couturier
- Alexandre del Valle
- Jules Vallès
- Georges Valois
- Louis Vauxcelles
- Jacques Vendroux
- Dominique Venner
- Auguste-Jean-Marie Vermorel
- Pierre Véron
- Dominique Vidal
- Ludovic Vigogne
- Louise Leveque de Vilmorin

## Y
- Charles Yriarte

## Z
- Michel Zevaco